# Airport (film)
Airport is een Amerikaanse rampenfilm uit 1970 onder regie van George Seaton. De film is gebaseerd op de gelijknamige roman van Arthur Hailey en zorgde ervoor dat het rampengenre veel populariteit beleefde in de jaren 70. Wegens het ongekende succes kwamen er drie vervolgfilms; Airport 1975 (1974), Airport '77 (1977) en The Concorde: Airport '79 (1979).

## Verhaal
Een hevige sneeuwstorm teistert een vliegveld en manager Mel Bakersfield heeft moeite om om te gaan met alle stress die het oplevert. Tot overmaat van ramp is zijn vrouw Cindy niet meer gelukkig met hun huwelijk en wil een scheiding. Mel vraagt van haar of ze in ieder geval nog beleefd tegen elkaar kunnen zijn, omdat de ruzies hun dochters Robbie en Libby veel verdriet doen. Ondertussen heeft zijn secretaresse het moeilijk met Ada Quonsett, een oude verstekelinge die zich niet schaamt voor het overtreden van de wet en al snel uit de handen ontsnapt van de medewerkers op het vliegveld en vervolgens een vliegtuig insluipt dat Italië als bestemming heeft.
In dat vliegtuig doen zich allemaal problemen voor. Vernon Demerest is de zwager van Mel en de piloot van het vliegtuig. Hij heeft een affaire met Gwen Meighen, een stewardess op hetzelfde vliegtuig, die zwanger blijkt te zijn. Ze dacht een moderne vrouw te zijn die geen problemen heeft een abortus te laten plegen, maar komt al snel tot de ontdekking dat ze niet in staat is het kind weg te laten halen. Vernon kampt met de vraag wat hij moet doen met deze informatie. Ondertussen zit in het vliegtuig naast Ada een oude man, D.O. Guerrero. Hij is in een depressie beland en wil een einde aan zijn leven maken.
Om die reden heeft hij een bom meegenomen aan boord van het vliegtuig en wil deze uiteindelijk laten afgaan. Zijn vrouw Inez, die niet aan boord zit, realiseert zich dit en waarschuwt de luchthaven. Al snel worden de piloten in het toestel op de hoogte gebracht. Stewardess Gwen heeft het druk om Ada te straffen voor het aan boord stappen zonder ticket. Als Ada ontkent dit gedaan te hebben, verliest Gwen haar geduld en slaat haar. De andere passagiers kijken gechoqueerd naar wat Gwen heeft gedaan en spreken er schande van dat dit een 'arme oude vrouw' is overkomen. Op dat moment is niet iedereen op zijn hoede en maakt ze gebruik van deze gelegenheid om de koffer met de bom van Guerrero af te pakken.
Omdat ze de passagiers op dat moment tegen zich heeft, kost het deze niet veel moeite om zijn koffer weer terug te krijgen. Hij gaat uiteindelijk naar het toilet en laat de bom daar afgaan. Dit resulteert in een groot gat in het toestel, waarna een noodlanding gemaakt moet worden. Bijna alle passagiers komen er zonder kleerscheuren vanaf. Enkel Gwen is zwaargewond, omdat ze vlak bij D.O. stond toen de bom afging. Vernon vreest voor haar leven en dat van de ongeboren baby.

## Rolbezetting
| Acteur            | Personage                 |
| ----------------- | ------------------------- |
| Burt Lancaster    | Mel Bakersfeld            |
| Dean Martin       | Kapitein Vernon Demerest  |
| Jean Seberg       | Tanya Livingston          |
| Jacqueline Bisset | Gwen Meighen              |
| George Kennedy    | Joe Patroni               |
| Helen Hayes       | Ada Quonsett              |
| Van Heflin        | D.O. Guerrero             |
| Maureen Stapleton | Inez Guerrero             |
| Barry Nelson      | Kapitein Anson Harris     |
| Dana Wynter       | Cindy Bakersfield         |
| Lloyd Nolan       | Harry Standish            |
| Barbara Hale      | Sarah Bakersfeld Demerest |
| Gary Collins      | Cy Jordan                 |
| Virginia Grey     | Mevrouw Schultz           |

## Prijzen en nominaties
| Jaar | Prijs          | Categorie                | Genomineerde(n)                                                        | Uitslag     |
| ---- | -------------- | ------------------------ | ---------------------------------------------------------------------- | ----------- |
| 1971 | Academy Awards | Beste Vrouwelijke Bijrol | Helen Hayes                                                            | Gewonnen    |
| 1971 | Academy Awards | Beste Film               | Airport                                                                | Genomineerd |
| 1971 | Academy Awards | Beste Vrouwelijke Bijrol | Maureen Stapleton                                                      | Genomineerd |
| 1971 | Academy Awards | Beste Aangepaste Script  | George Seaton                                                          | Genomineerd |
| 1971 | Academy Awards | Beste Cinematografie     | Ernest Laszlo                                                          | Genomineerd |
| 1971 | Academy Awards | Beste Originele Muziek   | Alfred Newman                                                          | Genomineerd |
| 1971 | Academy Awards | Beste Filmmontage        | Stuart Gilmore                                                         | Genomineerd |
| 1971 | Academy Awards | Beste Geluid             | Ronald Pierce, David H. Moriarty                                       | Genomineerd |
| 1971 | Academy Awards | Beste Kostuumontwerp     | Edith Head                                                             | Genomineerd |
| 1971 | Academy Awards | Beste Art Direction      | Alexander Golitzen, E. Preston Ames, Jack D. Moore, Mickey S. Michaels | Genomineerd |
| 1971 | Golden Globes  | Beste Vrouwelijke Bijrol | Maureen Stapleton                                                      | Gewonnen    |
| 1971 | Golden Globes  | Beste Dramafilm          | Airport                                                                | Genomineerd |
| 1971 | Golden Globes  | Beste Mannelijke Bijrol  | George Kennedy                                                         | Genomineerd |
| 1971 | Golden Globes  | Beste Originele Score    | Alfred Newman                                                          | Genomineerd |